# Бомбилівка
Бомбилівка, або Криву́ха — річка в Україні, у Березнівському районі Рівненської області. Ліва притока Случі (басейн Дніпра).

## Опис
Довжина річки 20 км, похил річки — 1,4 м/км. Має 23 притоки довжиною до 10 км (струмки) із сумарною довжиною в області в 41 км. Площа басейну 199 км².
У басейні річки Бомбилівка така типологія лісів: 50 % від загальної площі — сосна, 22 % — дуб, 25 % — береза.

## Розташування
Бере початок на південному заході від Поліського. Тече переважно на північний схід через Новий Моквин, Білку, Моквин і на південно-східній околиці Березного впадає у річку Случ, праву притоку Горині.

## Притоки
- Колодязник (ліва).